# グロリアス マインド
「グロリアス マインド」は、ZARDの43作目のシングル。

## 概要
- 坂井泉水が2006年4月に人生で最後にレコーディングした曲であり、坂井は翌2007年5月に入院先の病院で死去したため、遺作となった。2007年8月に発売されたオフィシャルブック『きっと忘れない』にレコーディングの様子や歌詞が掲載され、大きな反響を呼び発売が決定。坂井泉水追悼ライブ『What a beautiful memory』でサプライズ発表された。そのためかコーラス陣にGIZA studioのメンバーが多数参加している。
- オリコンチャートでは2000年に発売された「promised you」以来7年ぶりにシングル初動売上が5万枚を超え、2005年に発売された「星のかがやきよ／夏を待つセイル(帆)のように」以来2年半ぶりにTOP3入りとなる2位を記録[2]。初動のみで前作「ハートに火をつけて」、前々作「悲しいほど貴方が好き／カラッといこう!」の累計を上回った。
- 「グロリアス マインド」が2007年6月から行われたファン投票で5位となり、それから約1か月後の2008年1月に発売されたベストアルバム『ZARD Request Best 〜beautiful memory〜』に収録が決定したため、先行シングルのような扱いとなった。レコーディングには癌を患っていた坂井の安全のため、母親も付き添った[1]。
- 2007年12月31日のNHKの『第58回NHK紅白歌合戦』の第一部のラスト企画として設けられた坂井の追悼コーナー（坂井の未発表映像を公開したもの）で、代表曲の「負けないで」と「揺れる想い」と共に流された。

## 収録曲
1. グロリアス マインド
作詞：坂井泉水
作曲：大野愛果
編曲：葉山たけし
  - 日本テレビ系アニメ『名探偵コナン』オープニングテーマ
テレビ朝日系『スーパーJチャンネル』2007年12月14日放送分エンディングテーマ
チバテレビ系 『MU-GEN』2007年12月オープニングテーマ
  - 坂井泉水が体調不良の中、母親に付き添われながら最後にレコーディングしたとされる曲。タイアップが決まっていた関係で、最初はサビのワンコーラスのみだったものに、歌詞をつけてレコーディングされた。
  - サビのみをレコーディングした後に坂井が急逝したため、他の箇所は英語詞の仮歌のままとなっている。また1番のサビの後すぐに間奏に入り、その後は1番の繰り返しになっているので、2番が存在しない[3]。
  - もともとは2003年に「もっと近くで君の横顔見ていたい」として制作されていた曲だったが、タイアップ側の意向もあり、詞はそのままでサビのメロディだけを大野愛果によって書き換えられた。その時の詞を新しく書き換えてこのグロリアス マインドになった。
2. 探しに行こうよ (2007 version)
作詞：坂井泉水
作曲：徳永暁人
編曲：葉山たけし
  - 35thシングル「明日を夢見て」のカップリング曲。原曲のアレンジは作曲と同じく徳永暁人によるものだが、本シングルには葉山たけしによるリアレンジを行ったバージョンを収録。原曲はサビの部分が二重ユニゾンだが、このバージョンではなっていない。
3. 愛を信じていたい (2007 version)
作詞：坂井泉水
作曲：徳永暁人
編曲：葉山たけし
  - 20thシングル「君に逢いたくなったら…」のカップリング曲。原曲のアレンジは作曲と同じく徳永暁人によるものだが、本シングルには葉山たけしによるリアレンジバージョンを収録。イントロがピアノの音で始まり、最後は坂井の10秒ほどのボイスで曲が終わる。
4. グロリアス マインド (Instrumental)

## 参加ミュージシャン
- 葉山たけし - ギターはじめ下記以外全ての楽器（#1 - 4）
- 羽田裕美 - ピアノ（#1,4）
- 渡辺直樹 - ベース（#2）
- 中西康晴 - ピアノ,オルガン（#2）
- 大野愛果 - バックコーラス（#1,4）
- 中村由利（GARNET CROW） - バックコーラス（#1,4）
- 徳永暁人（doa） - バックコーラス（#2）　※未記載
- 大田紳一郎（doa） - バックコーラス（#3）
- 宇浦冴香 - バックコーラス（#3）

## 収録アルバム
グロリアス マインド
- ZARD Request Best 〜beautiful memory〜
- THE BEST OF DETECTIVE CONAN 3 〜名探偵コナン テーマ曲集3〜
- ZARD SINGLE COLLECTION 〜20th ANNIVERSARY〜
- ZARD Forever Best 〜25th Anniversary〜

探しに行こうよ (2007 version)
- ZARD SINGLE COLLECTION 〜20th ANNIVERSARY〜

愛を信じていたい (2007 version)
- ZARD SINGLE COLLECTION 〜20th ANNIVERSARY〜